# Équipe du Paraguay de football
Cet article traite de l'équipe masculine. Pour l'équipe féminine, voir équipe du Paraguay féminine de football.
Maillots
Actualités
L’équipe du Paraguay de football (en espagnol : selección de fútbol de Paraguay) est constituée par une sélection des meilleurs joueurs paraguayens sous l’égide de l’Asociación Paraguaya de Fútbol (en français : « association paraguayenne de football »).
Le surnom de l’équipe est la Albirroja (en français : « rouge et blanc »). Elle s'est qualifiée pour huit phases finales de Coupes du monde, réalisant sa meilleure performance en 2010 en atteignant les quarts de finale. Habitué de la Copa América, le Paraguay est sacré champion de la compétition à deux reprises (en 1953 et 1979).

## Historique

### Les débuts (1900 à 1945)
Peu de temps après l’introduction du football au Paraguay par le Néerlandais William Paats, l’association paraguayenne de football est fondée le 18 juin 1906 à Asuncion sous le nom originel de Liga Paraguaya de Fútbol par les représentants des cinq clubs existants à l’époque : Olimpia, Guaraní, Libertad, General Díaz et Nacional. Une première équipe est constituée en 1910 afin de répondre à une invitation du club argentin Club Atlético Social Hércules de Corrientes à l’occasion de la célébration du centenaire de la République argentine. Le match amical se termine par un résultat nul (0–0).

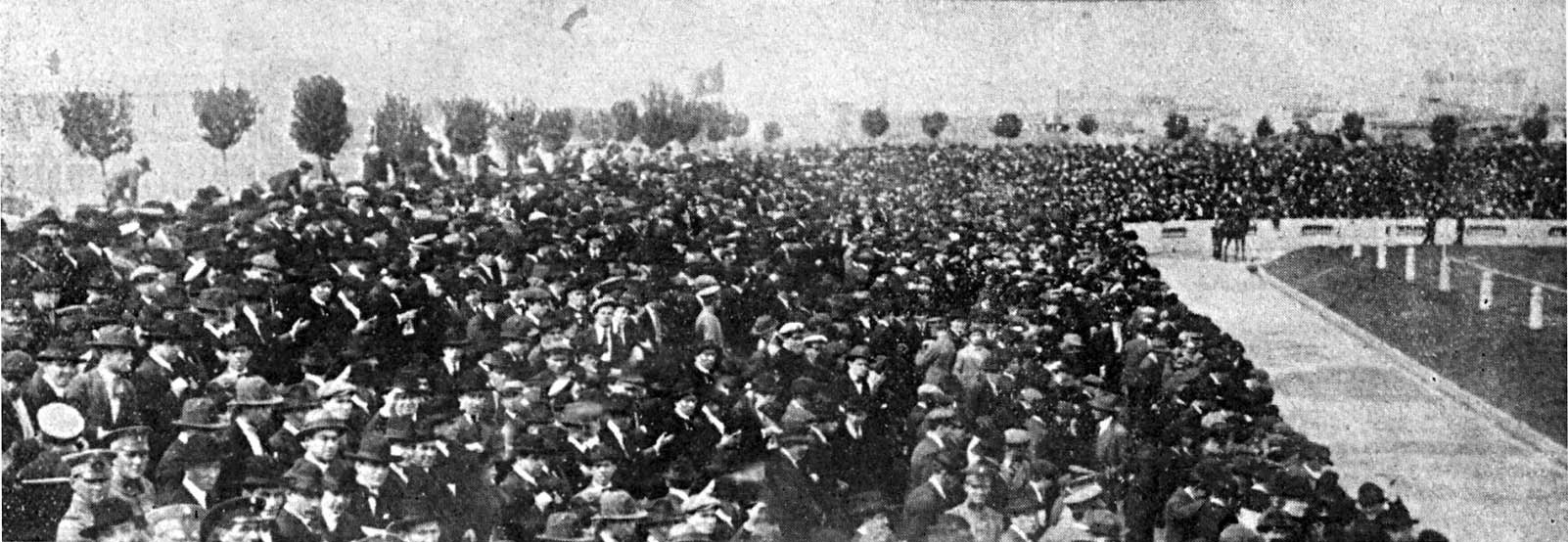
Une tribune de l’Estadio Sportivo Barracas (es) avant l’exploit contre l’Uruguay en 1921.
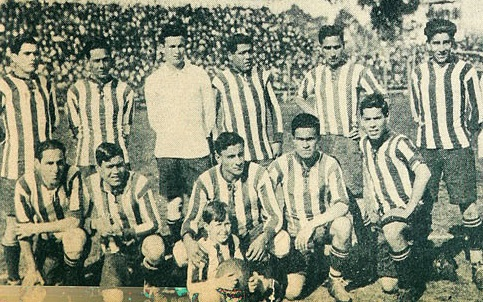
L’équipe paraguayenne au championnat sud-américain 1923.
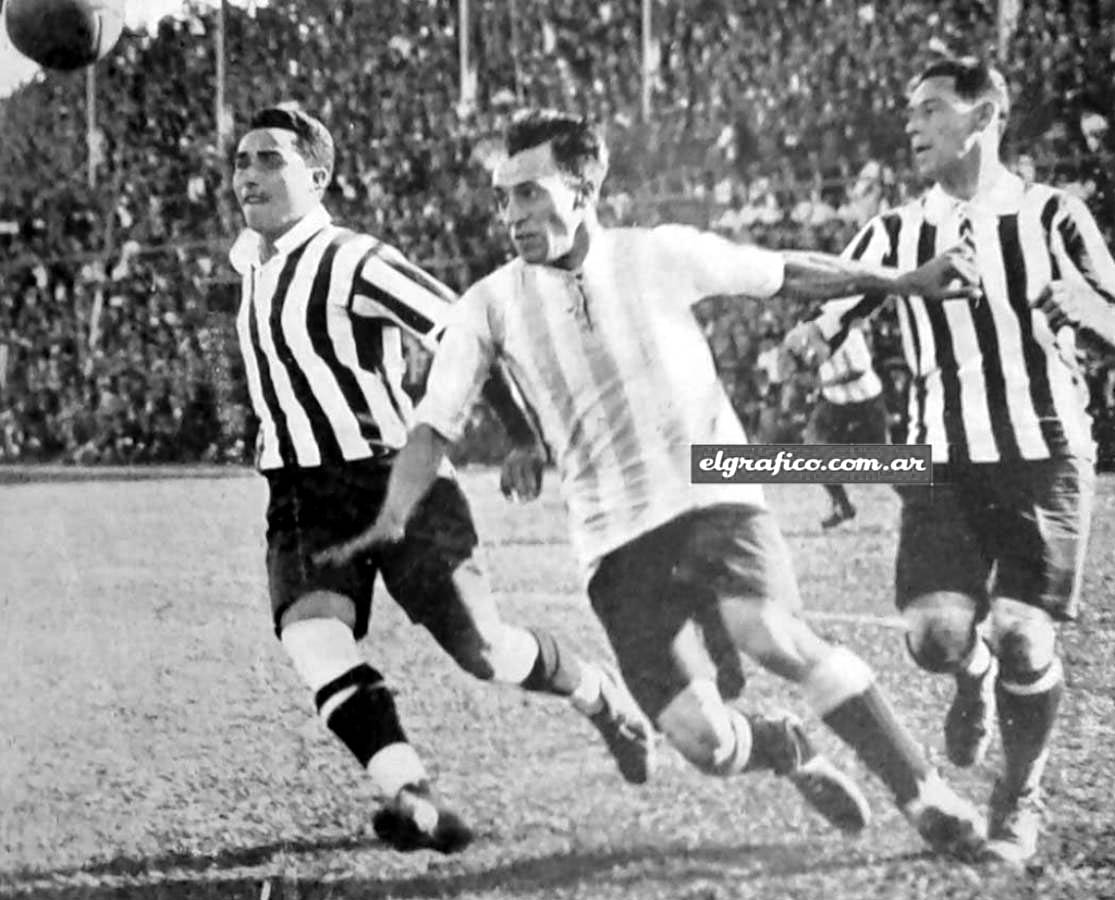
L’Argentin Irurieta entre deux Paraguayens en 1925.
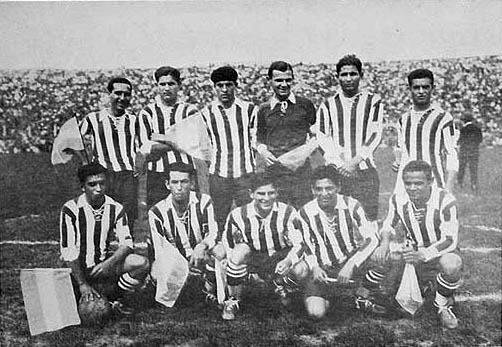
L’Albirroja au championnat sud-américain 1929.
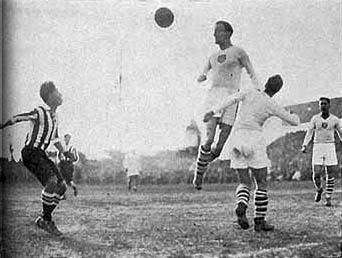
Dégagement de la défense des États-Unis au Mundial 1930.

En raison du nombre croissant de propositions à jouer des matchs et des tournois internationaux, la fédération paraguayenne décide de créer officiellement l’équipe nationale et de choisir un maillot rouge et blanc à rayures verticales, couleurs empruntées au drapeau paraguayen. La fédération paraguayenne est membre de la confédération sud-américaine (CONMEBOL) depuis 1921 et est affiliée à la fédération internationale de football association depuis 1925. En 1919, le Paraguay accepte l’invitation à jouer le championnat sud-américain 1921 et afin de se préparer à cette occasion, six matchs amicaux sont disputés. Le premier de ces matchs est une défaite par cinq buts à un contre l’Argentine, le 11 mai 1919, il s’agit donc du premier match international officiel de l’équipe nationale du Paraguay.
| Match amical                            | Paraguay                                                                                                | 1 – 5   | Argentine                                                                                           |                                                                               |                                                                               |
| 11 mai 1919 · Historique des rencontres | Casado                                                                                                  |         | Ochandío · Laguna · Polimeni                                                                        | Estadio de la Liga, Asuncion Spectateurs : 10 000 Arbitrage : Germán Guassone | Estadio de la Liga, Asuncion Spectateurs : 10 000 Arbitrage : Germán Guassone |
| 11 mai 1919 · Historique des rencontres | Rapport                                                                                                 |         | | Estadio de la Liga, Asuncion Spectateurs : 10 000 Arbitrage : Germán Guassone | Estadio de la Liga, Asuncion Spectateurs : 10 000 Arbitrage : Germán Guassone |
| 11 mai 1919 · Historique des rencontres | Martínez – Ríos, González – Benítez, Brítez, Hermosilla – Casabianca, Carreras, Ferreira, Casado, Núñez | Équipes | Tesoriere – Sancet, Recanatini – López, Busso, Célico – Bianatti, Laguna, Ochandío, Adet, Polimeni. | Estadio de la Liga, Asuncion Spectateurs : 10 000 Arbitrage : Germán Guassone | Estadio de la Liga, Asuncion Spectateurs : 10 000 Arbitrage : Germán Guassone |

La délégation voyage en bateau jusqu'à Buenos Aires, et se présente le 9 octobre 1921 pour son entrée en lice. Quelque 35 000 personnes se massent aux abords du Sportivo Barracas pour suivre le match. Gerardo Rivas, le dernier de la troupe paraguayenne à arriver au stade, n'est pas autorisé à entrer par un policier local : « Sors d’ici, gamin ». L’avant de 16 ans en appelle à « Alfajía », surnom de Manuel Fleitas Solich, qui, du haut de ses presque deux mètres, réplique : « Ce gamin est notre meilleur joueur ». Pour son premier tournoi international et son premier match en compétition officielle, le Paraguay surprend tout le monde en battant l’Uruguay de Piendibene et Romano, alors triple championne continentale, par deux buts à un, grâce à des réalisations de Gerardo Rivas et Ildefonso López, sous les ovations du public argentin. Malgré cet exploit, le Paraguay se classe quatrième et dernier du tournoi à la différence de buts.
Pour l’édition suivante à Rio de Janeiro, l’équipe du Paraguay est finaliste après avoir tenu en échec les Brésiliens et vaincu une nouvelle fois les Uruguayens, s’inclinant contre le Brésil de Neco sur un match d’appui 3 buts à 0. Ce tournoi est entaché de controverses arbitrales connues au Paraguay sous le terme de la mano negra (en français : « la main noire »),, les Paraguayens – excepté le gardien de but Modesto Denis – quittant le terrain à la 79e minute de jeu contre l’Argentine en signe de protestation contre un penalty sifflé par l’arbitre brésilien, fait de jeu permettant la défaite paraguayenne et offrant aux Brésiliens le dernier match décisif. Les Paraguayens confirment leurs bons débuts internationaux par une retentissante victoire l’année suivante sur l’Argentine, à Buenos Aires, lors de l’inauguration de la Copa Rosa Chevallier Boutell (es).
L’équipe nationale participe au VIIIe championnat sud-américain à Montevideo. Le Paraguay se classe à la troisième place, battant le Chili, faisant match nul avec les Argentins et perdant face aux champions olympiques. Cette année-là, le jeune Aurelio González, l’un des plus grands buteurs du football paraguayen, fait ses débuts internationaux en remplaçant Ildefonso López lors du match contre les Chiliens et marquant deux buts, entamant ainsi une longue carrière sportive.
La plus large défaite du Paraguay est à l’édition chilienne, contre l’Argentine le 20 octobre 1926, sur le score de 8 buts à 0, dont un quadruplé de Sosa. Le naufrage paraguayen lors de ce tournoi pousse ses dirigeants à arrêter les activités de l’équipe nationale pendant près de deux ans.
L’un des souvenirs les plus durables de l’histoire du football paraguayen est le championnat sud-américain de 1929. La Liga paraguayenne acte son retour dans le championnat et sélectionne une équipe qui se déplace dans la capitale argentine en octobre. Vingt-cinq mille supporters argentins applaudissent l’Albirroja, attendant que l’exploit de 1921 se répète afin de voir la Celeste vaincue après son triomphe olympique à Amsterdam arraché à l’Albiceleste. Pourtant opposée aux doubles champions olympiques Mazali, Arispe, Andrade, Petrone, Cea et rapidement réduite à dix joueurs après la blessure de Ramón Viccini, l’équipe paraguayenne s’avance sans complexe et ouvre le score après le quart d’heure de jeu par Aurelio González sur un centre de Lino Nessi. En seconde mi-temps, Diógenes Domínguez marque le deuxième but d’une tête précise. Les Orientaux attaquent désespérément, la rugosité grandit et les coups de poing fusent. Petrone se jette comme un boxeur sur Quiterio Olmedo. Le public fulmine et insulte les Uruguayens. Dans les dernières minutes, Delfín Benítez Cáceres lance une contre-attaque. Le « grand capitaine », Aurelio González, bat de nouveau Mazali (3–0). À la fin du match, les Paraguayens s’offrent un tour d'honneur. Ensuite, le Paraguay perd contre l’Argentine et vainc le Pérou, terminant à la deuxième place et consacrant Aurelio González meilleur buteur du tournoi.
En 1930, le Paraguay participe à la première édition de la Coupe du monde de football, organisée par l’Uruguay. Au premier tour, le Paraguay perd contre l’équipe des États-Unis (0–3) le 17 juillet au Parque Central. Par un après-midi extrêmement froid, l’équipe paraguayenne est sèchement battue par les Yankees qui comptent plusieurs joueurs écossais et anglais naturalisés. Comme paralysés par le froid et l’enjeu, les Paraguayens sont dépassés d'emblée par les géants nord-américains. Après dix minutes, Patenaude, profitant d'une lacune de la défense paraguayenne, trompe Modesto Denis. Cinq minutes plus tard, un long dégagement de la défense américaine atteint l’intérieur Gonsalves et, après un cafouillage, un deuxième but est inscrit. Huit minutes après le début de la seconde mi-temps, à nouveau le grand Patenaude, cette fois de la tête, bat Denis, scellant la victoire américaine. Trois jours plus tard, le Paraguay fait ses débuts au stade Centenario en battant la Belgique, le seul but du match étant signé Luis Vargas Peña. Cette victoire sert de consolation, une seule équipe sur les trois devant passer à l’étape suivante, les Paraguayens sont éliminés au profit des Nord-Américains.
Un an après le déclenchement de la guerre du Chaco qui débute en 1932 et à l’initiative du Dr Andrés Barbero, directeur de la Croix-Rouge paraguayenne, la fédération paraguayenne réunit une équipe afin de récolter des fonds au bénéfice des blessés du Chaco. Arsenio Erico, la révélation du Nacional, est alors enrôlé dans l’armée à Puerto Casado (en). Le commandant Molinas ordonne son retour à Asuncion pour intégrer la sélection. Les sélectionnés portent un maillot blanc avec une croix rouge sur la poitrine et disputent un total de 26 matchs en Argentine et en Uruguay. Par la suite, le Paraguay ne participe pas aux Coupes du monde en 1934 et en 1938, en raison de conflits politiques internes au gouvernement de l’époque.

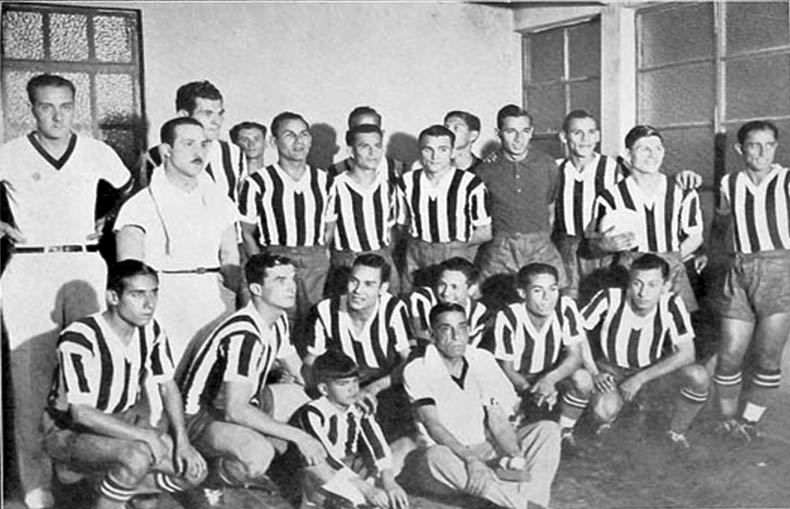
Les Guaraníes au championnat sud-américain 1937.

À la fin de l’année 1936, la Liga Paraguaya organise à la hâte son équipe nationale afin de participer au championnat à Buenos Aires. Les Guaraníes fêtent la nouvelle année à Buenos Aires et débutent la compétition en nocturne contre l’Uruguay sur le terrain de San Lorenzo. Privée d’Arsenio Erico, alors au sommet de sa gloire à Independiente, l’Albirroja s’en remet à son frère Adolfo, qui ouvre le score. Les Uruguayens réagissent et submergent le Paraguay en marquant deux buts signés Varela. En seconde période, on assiste à une réaction paraguayenne par Amadeo Ortega qui égalise et marque le but vainqueur. El Gráfico titre sa chronique du match : « Les Uruguayens ont oublié qu'ils ont affronté les vainqueurs du Chaco ». Passée l’euphorie, l’Albirroja est ensuite balayée par l’Argentine puis le Brésil, à chaque fois par cinq buts d’écart.
À la suite des retraits des Argentins, des Brésiliens et des Colombiens, les ambitions paraguayennes de remporter le tournoi 1939 à Lima apparaissent légitimes. Cependant, le long voyage vers la capitale péruvienne, via Buenos Aires et Santiago du Chili, est entaché d’irrégularités et d’affrontements constants entre les joueurs et les dirigeants. Déjà sur le navire qui emmène la délégation de Valparaíso à Callao, des actes de vandalisme de la part des joueurs sont recensés, comme des destructions d’effets dans les cabines et des bagarres. La désorganisation de la délégation est telle qu’elle est absente du défilé inaugural devant le président de la république du Pérou. Les dirigeants paraguayens manquent d’autorité pour contenir la sélection menée par quelques caudillos, notamment le célèbre Jacinto Villalba, grand joueur connu comme fauteur de troubles. Les débuts contre le Chili sont pourtant réussis (5–1), avant des défaites contre le Pérou et l’Uruguay. Le Paraguay quitte tristement le sol péruvien avec une gestion opaque face aux modestes néophytes équatoriens. Pour couronner cette malheureuse expérience, à Santiago lors d’un match de charité, le Paraguay s’incline face au Chili (1–4). Lorsque les rouges et blancs descendent de l’Internacional qui les ramène de Buenos Aires à minuit, ils sont hués par un public nombreux qui se rend à la gare à cet effet. La lutte entre les dirigeants et les joueurs est alors intense, d’autant que les journaux politiques opposés au gouvernement jettent de l’huile sur le feu en défendant les joueurs. Finalement, ces derniers sont provisoirement exclus de la Liga Paraguaya.
En janvier 1942, avec une équipe presque totalement remaniée, l’Albirroja se présente au championnat sud-américain de Montevideo. Les débuts des rouges et blancs sont spectaculaires et illustrent le complexe d’infériorité qui hante historiquement le Paraguay lors de ses confrontations avec l’Argentine. Les Guaraníes sont rapidement menés de trois buts et comblent l’écart en seconde mi-temps, stimulés par le public uruguayen. Après le but égalisateur de Marcial Barrios à quelques minutes du terme de la rencontre, le gardien inexpérimenté Isidro Alonso monte au centre du terrain pour célébrer la réalisation avec ses coéquipiers. Reprenant précipitamment le match, l’Argentin Perucca voit le gardien avancé et envoie un long tir dans les filets, offrant la victoire à l’Albiceleste. Les Paraguayens font ensuite match nul avec le Pérou, battent le Chili et l’Équateur, puis perdent contre les hôtes, l’Uruguay et terminent par un match nul contre le Brésil. La performance paraguayenne est relativement bonne avec une quatrième place, derrière les trois grands du Río de la Plata et précédant les pays côtiers du Pacifique.

### Retour en Coupe du monde et titres continentaux (1946 à 1991)
Le Paraguay participe au championnat « extra » organisé à Buenos Aires en janvier et février 1946, obtenant finalement une troisième place méritoire, après l’Argentine – dans sa meilleure période – et le Brésil, devançant l’Uruguay, le Chili et la Bolivie. Dirigé par Aurelio González, le Paraguay débute timidement dans le championnat. Lors du match d’ouverture du tournoi, Juan Bautista Villalba est expulsé après une altercation avec l’Argentin Boyé et les Guaraníes s’inclinent de deux buts face aux locaux, au Monumental de Núñez. Lors de sa deuxième prestation, l’Albirroja est dominée par les Chiliens dans un match où elle joue de malchance. Elle remporte ensuite face à la Bolivie un match de piètre qualité. Suit un match nul obtenu contre le puissant Brésil, composé de joueurs de la stature de Domingos, Tesourinha, Zizinho, Leônidas, Jair, Chico et Heleno, qui ne parviennent pas à stopper l’élan guarani, la performance du gardien Sinforiano García étant exceptionnelle. Le match suivant, contre l’Uruguay, se termine par une victoire paraguayenne obtenue grâce à un superbe but d'Albino Rodríguez.
En dépit d’une année difficile, où même l’Estadio de la Liga et celui de l’Atlético Corrales (en) sont utilisés comme camps de concentration, la Liga Paraguaya forme une équipe puissante qui se rend à Guayaquil en décembre, pour une première édition du championnat sud-américain sur les terres équatoriennes. Les débuts contre l’Argentine et sa Máquina sont désastreux (0–6), puis l’équipe péruvienne réussit à tenir les Guaraníes en échec. La réhabilitation se fait, une fois de plus, au détriment de l’Uruguay, qui, après avoir mené de deux buts, est surpassé par l’équipe guarani qui s'impose 4 buts à 2 avec une grande prestation de José Ocampos, dit el Mariscal (en français : « le Maréchal »). Par la suite, le Paraguay bat consécutivement la Bolivie, la Colombie, le Chili et l’Équateur, se hissant à la deuxième place derrière les intouchables argentins. La grande équipe paraguayenne de 1947 n’est pas « anéantie » aussi facilement qu’en d’autres occasions. Seuls, attirés par l’« El Dorado (en) » colombien, Leocadio Marín, Alejandrino Genés, Ranulfo Miranda et Vicente Sánchez s’y exilent, tandis qu’Enrique Hugo signe à Peñarol en Uruguay et José Ocampos en Équateur. Toutefois, la colonne vertébrale de l’équipe reste à Asuncion pour former l’ossature d’une autre grande équipe.
Au mois d’avril 1949, un nouveau championnat continental est en jeu. Le Brésil, qui prépare sa Coupe du monde, est déterminé à engranger un premier trophée depuis 27 ans. L’Argentine ayant rompu ses relations sportives avec les Brésiliens après le match mouvementé de 1946, lorsque Chico a mis fin à la carrière sportive de Salomón d’un coup de pied colossal, elle refuse de participer. Quant à l’équipe d’Uruguay, touchée par une grève des footballeurs, elle présente un effectif de second ordre. Le Paraguay fait des débuts sans beaucoup d’éclat, se défaisant confortablement de la Colombie par trois buts à zéro, malgré la présence du gardien « Caimán » Sánchez. Le deuxième match est difficile, puisque Marcial Barrios ne réussit à briser la résistance des Équatoriens qu'à la dernière minute. Le 13 avril, l’Albirroja et la Blanquirroja produisent un jeu excessivement brouillon, l’arbitre punissant le Pérou d’un penalty que Marcial Barrios convertit en but. Après la pause, le Paraguay est sanctionné à son tour de la peine maximale. L’avant-centre Salinas cadre un tir que Sinforiano García arrête de manière spectaculaire. À Asuncion, le célèbre journaliste sportif Don Pedro García interrompt la transmission radio et d’une voix émue s’exclame : « Sinforiano García… comme dans ses grands après-midi ! ». De là, les albirrojos prennent les devants et Dionisio Arce inscrit le deuxième but. Manuel Gavilán, joueur de Libertad, reçoit un mauvais coup et laisse ses coéquipiers à dix. Le Pérou tente désespérément de revenir à la marque, mais lors d’une contre-attaque, César López Fretes scelle le score final (3–1). Au sortir de ce match, l’équipe paraguayenne est épuisée et trois de ses meilleurs hommes (García, Gavilán et Enrique Avalos) sont blessés et doivent être remplacés. Par une soirée humide et pluvieuse, l’Uruguay, avec sa deuxième équipe, se venge de tous les maux que le Paraguay lui avait causés les années précédentes. Plombés par la mauvaise prestation de son gardien remplaçant, Dionisio Maciel, les albirrojos perdent deux points face à la faible équipe uruguayenne qui leur coûtent finalement le championnat. Après avoir brillamment disposé des Chiliens, ils signent la plus large victoire de leur histoire le 30 avril 1949 contre la Bolivie sur le score de 7 buts à 0. Cela conduit au dernier match contre le Brésil, qui lui a facilement remporté tous ses matchs et a par conséquent une avance de deux points. La confrontation se tient le dimanche 8 mai 1949, dans le stade São Januário du Vasco da Gama, théâtre d’un nouvel exploit de l’équipe blanche et rouge. L’équipe locale, de blanc vêtue, joue à outrance et cela leur coûte la victoire. La Seleção ouvre le score en première mi-temps grâce à Jair. En deuxième mi-temps Avalos égalise et à la consternation du public, Duilio Benítez marque le but vainqueur. Un seul photographe se trouve à côté du but brésilien et capture ce but pour l’histoire, les autres, par dizaines, encerclent la cage paraguayenne dans l’espoir de photographier un second but brésilien qui n'est jamais venu. À égalité de points, les deux équipes disputent un match pour le titre trois jours plus tard. Épuisés, les Paraguayens baissent pavillon (0–7).
Fort de ces derniers résultats, le Paraguay est prêt pour sa deuxième participation en Coupe du monde. Les Argentins, une fois de plus, tournent le dos au tournoi. Le Paraguay se qualifie avec l’Uruguay du fait des forfaits combinés du Pérou et de l’Équateur. En 1950 au Brésil, le Paraguay est éliminé au premier tour avec seulement un point (2–2 contre la Suède le 29 juin, buts de César López Fretes et Atilio López), perdant le second match contre l’Italie le 2 juillet.
En 1953 à Lima, l’Albirroja, sous les ordres de l’ancien international Manuel Fleitas Solich, remporte son premier titre de champion d’Amérique du Sud en battant successivement le Chili (3–0) le 25 février, la Bolivie (2–1) le 16 mars et le Brésil (2–1) le 27 mars ; et faisant matchs nuls avec l’Équateur (0–0) le 4 mars, l’Uruguay (2–2) le 12 mars et le Pérou (2–2) le 8 mars. Cependant, ce dernier résultat est invalidé en raison d’un remplacement supplémentaire effectué par l’équipe paraguayenne au cours du match, perdu sur tapis vert. De fait, à la suite de la victoire paraguayenne sur les Brésiliens grâce à un but providentiel de l’ailier Pablo León pour son unique apparition internationale, combinée au succès des Urugayens face aux hôtes péruviens, le Paraguay et le Brésil terminant avec le même nombre de points, un match d’appui est disputé cinq jours plus tard. Il est remporté par le Paraguay sur le score de 3 buts à 2 le 1er avril 1953, les buteurs paraguayens sont Atilio López, Manuel Gavilán et Rubén Fernández.
Après un championnat sud-américain à Santiago où il passe à travers, le Paraguay, dirigé par le Gran Capitán Aurelio González, se qualifie étonnamment pour la Coupe du monde de football 1958 aux dépens de l’Uruguay, le battant de manière retentissante par cinq buts à zéro dans le match décisif, avec une formidable ligne d’attaque formée par Juan Bautista Agüero, José Parodi, Jorge Lino Romero, Cayetano Ré et Florencio Amarilla. Lors de son premier match en Suède le 8 juin, le Paraguay mène 3 buts à 2 contre la France, avant de céder face à l’armada offensive des Bleus comptant Fontaine et Kopa (3–7). Une victoire sur l’Écosse 3 buts à 2 le 11 juin et un match nul contre la Yougoslavie (3–3) le 15 juin écartent le Paraguay de la course en terminant à la troisième place de son groupe, les neuf buts marqués constituant le record de buts en Coupe du monde pour le Paraguay. Plus tard, le départ de plusieurs de ses stars (dont l’affaire Eulogio Martínez) destinées au football européen (principalement espagnol) provoque un certain affaiblissement de l’équipe paraguayenne, conduisant à l’élimination par le Mexique lors de la dernière phase de qualification pour la Coupe du monde 1962 au Chili.
L’équipe nationale touche le fond lors de la Copa América 1975, incapable de sortir d’un groupe à sa portée composé de la Colombie et de l’Équateur. Rarement dans l'histoire sportive du Paraguay les supporters paraguayens ont été aussi durement touchés par l'impact provoqué par un échec comme à cette occasion. Les supporters, qui se tournent alors vers les exploits de l'Olimpia, attendent l’édition 1979 sans beaucoup d'optimisme. Le 29 août, l’Albirroja, composée de huit joueurs d’Olimpia, se défait difficilement de l’Équateur à Quito (2–1). Le 13 septembre, l’équipe, composée d'une équipe improvisée, bat de nouveau l’Équateur, cette fois à Asunción. Le 20 septembre, un vieux classique sud-américain est joué à Asunción et Guaraníes et Charrúas partagent les points à l’issue d’un match haché. Au retour au stade Centenario, les Uruguayens marquent les premiers, mais Eugenio Morel égalise. L’Uruguay reprend l'avantage et les minutes passent lentement et de manière angoissante. Soudain, Morel prend le ballon dans son terrain et s'enfuit comme un éclair. Il parcourt tout le terrain du Centenario et quand voyant le gardien s’avancer, il place le ballon dans la lucarne, qualifiant le Paraguay aux dépens de son rival traditionnel. En demi-finale, en première mi-temps, l’équipe paraguayenne domine son adversaire brésilien. À la 16e minute, les 55 000 personnes présentes dans les tribunes voient l’un des plus beaux buts de l’histoire de l’Albirroja : Eugenio Morel reçoit un centre haut, contrôle le cuir de la poitrine et, d’une bicyclette, dos au but, il envoie un tir qui touche le bas de la barre transversale et retombe quelques centimètres à l’intérieur du but, malgré le saut désespéré du gardien Leão. En toute fin de première période, Hugo Talavera marque le deuxième but en recevant une passe en profondeur. En seconde période, les Brésiliens réduisent le score et semblent sauver l’essentiel avant le match retour au Maracanã. João Saldanha, le célèbre commentateur brésilien, déclare à la presse : « Le Paraguay a perdu aujourd’hui l'occasion de battre le Brésil et de se qualifier pour la finale, car nous gagnerons facilement et avec une plus grande différence de buts à Rio de Janeiro ». Huit jours plus tard, l’équipe verte et jaune marque rapidement grâce à un violent tir de Falcão qui ricoche sur l’un des poteaux, annonçant une déroute ; mais soudain, dans une attaque en profondeur, Milciades Morel égalise. Quelques minutes plus tard, Morel est de nouveau seul face à Leão et son tir heurte la barre transversale. En seconde mi-temps, les locaux bénéficient d’un penalty transformé par Sócrates. Quelques instants plus tard, la nouvelle pépite du football paraguayen, Julio César Romero, après avoir dribblé trois adversaires à l’intérieur de la surface, retablit l’égalité d’un tir croisé, qualifiant le Paraguay en finale. Peu avant la finale face au Chili, les albirrojos se soulèvent pour réclamer une rémunération plus élevée avant de céder. À Asunción, ils gagnent facilement 3 buts à 0. Cependant, huit jours plus tard, les Paraguayens perdent leur seul match du tournoi à Santiago (0–1). L’équipe se crispe, Hugo Talavera, le joueur capricieux de l’Olimpia, est mis de côté avant le match d’appui décisif. Le match pour le titre est largement dominé par le Paraguay qui se montre maladroit dans la finition (0–0). La prolongation est très équilibrée, le Chili est également proche d’ouvrir le score. Le nul sans but final signifie le titre pour le Paraguay sur la base de la différence de buts.
Ensuite, l’équipe ne participa qu’à une coupe du monde, celle de 1986 au Mexique. Pour la première fois, l’équipe du Paraguay passe le premier tour avec une victoire contre l’Irak (1-0) et deux matchs nuls contre le Mexique (1-1) et la Belgique (2-2). Mais en huitièmes, il s’incline contre l’Angleterre sur le score de 3 buts à 0. Sur le plan continental (Copa América), le pays est irrégulier encore une fois. Pour les éditions 1987 et 1991, il fut éliminé au premier tour alors qu’en 1989, il termina quatrième.

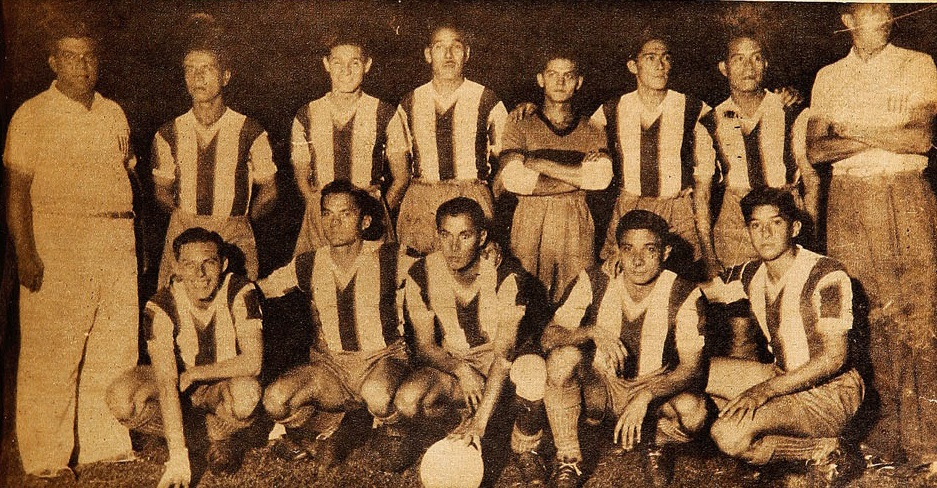
L’équipe paraguayenne au championnat sud-américain 1942.
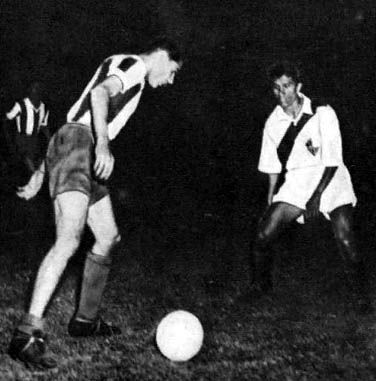
Scène du match Paraguay–Pérou en 1942.
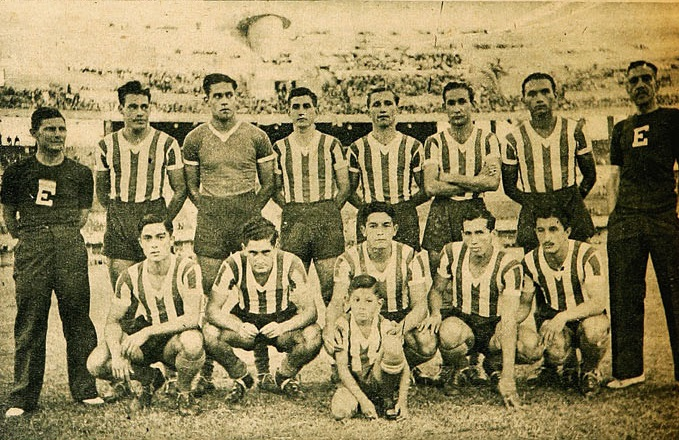
L’Albirroja au championnat sud-américain 1946.
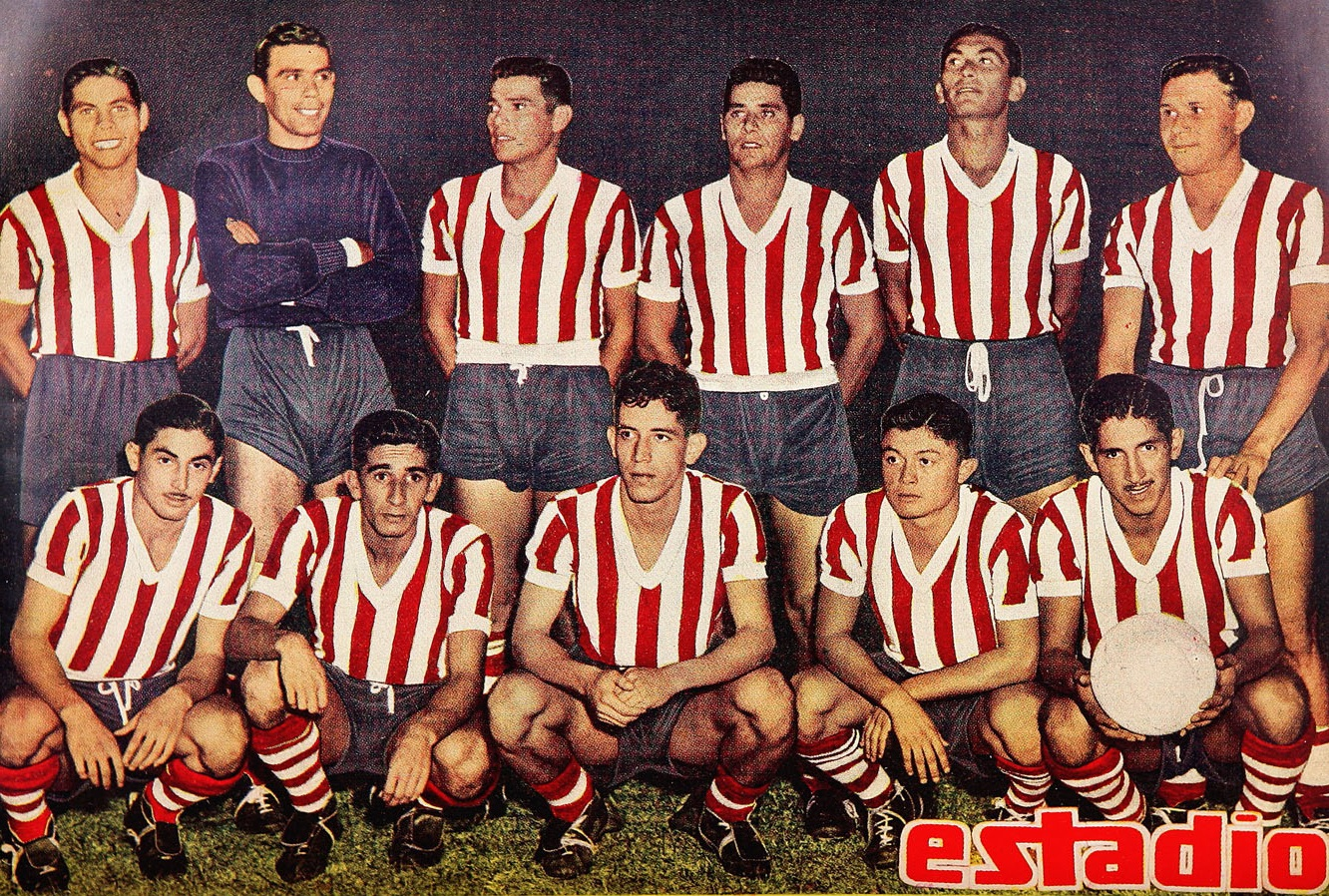
L’équipe paraguayenne championne continentale en 1953.
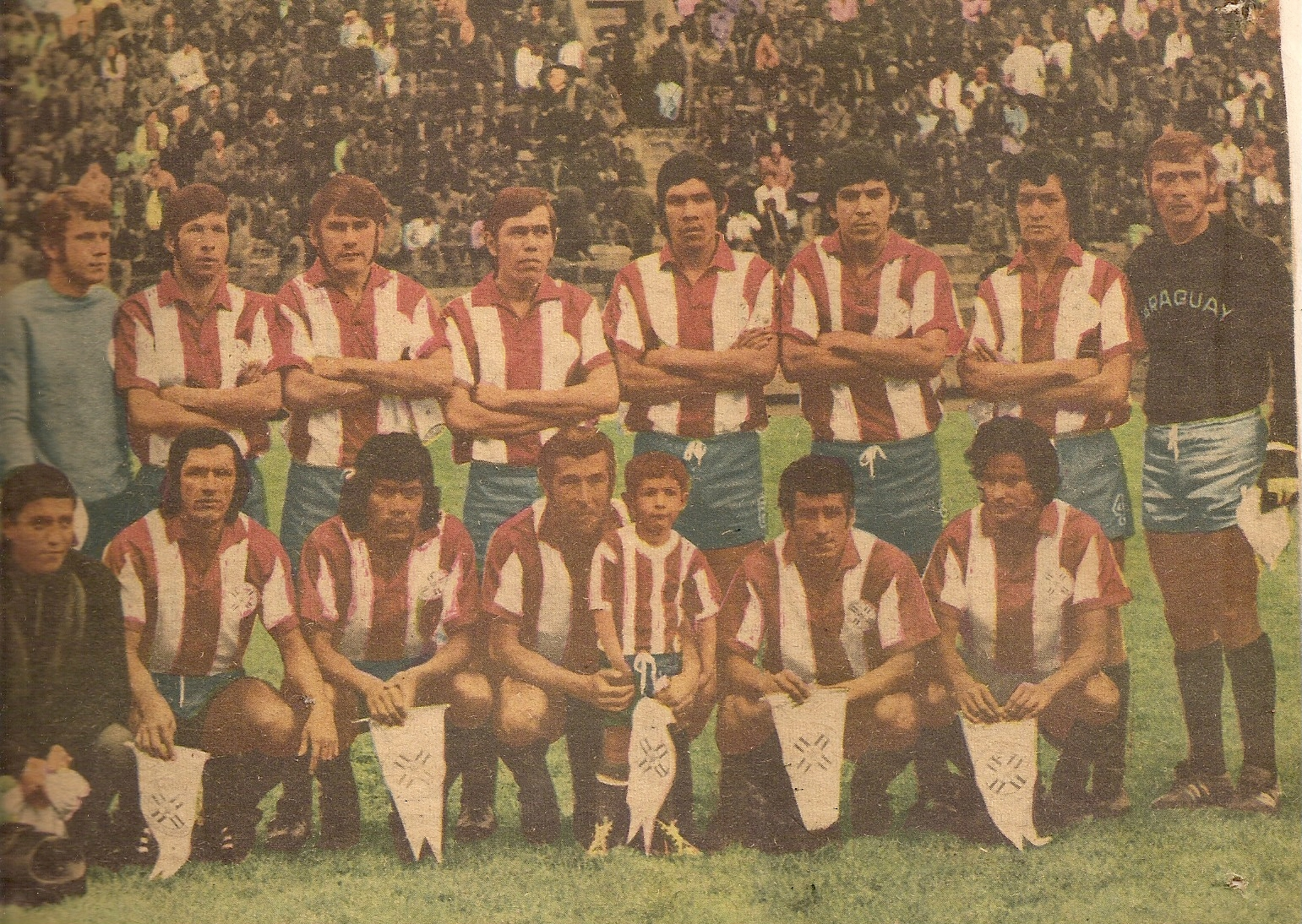
Les Guaraníes, c. 1965.

### L'apogée du Paraguay sur la scène mondiale (1992 à 2011)
Cette période va voir le football paraguayen se montrer au niveau international. José Luis Chilavert incarne cet apogée du football paraguayen. L’équipe du Paraguay vient en France avec deux quarts de finale de suite à la Copa América. La Fédération du Paraguay de football change de nom en 1998 et devient l'Asociación Paraguaya de Fútbol (APF). Dans le groupe D, le Paraguay rencontre l’Espagne (0-0), le Nigeria (3-1) et la Bulgarie (0-0). Chacun se souvient du Paraguay de José Luis Chilavert qui, lors de la Coupe du monde 1998, s'était incliné d'extrême justesse contre la France en huitièmes de finale à Lens, après un but en or de Laurent Blanc à la 114e minute. Le Paraguay a atteint à deux autres reprises le stade des huitièmes de finale (en 1986 contre l’Angleterre et en 2002, contre l’Allemagne), ce qui constitue son meilleur résultat dans une coupe du monde. Les joueurs qui incarnent le Paraguay en 1998 sont José Luis Chilavert, Celso Ayala, Carlos Gamarra et Roberto Acuña. Le Paraguay est régulier sur le plan continental, car il atteint toujours les quarts de finale de la Copa América. Et il y a aussi la médaille d’argent récoltée aux Jeux Olympiques d’Athènes en 2004, en perdant en finale contre l’Argentine 1-0, but de Carlos Tévez.
Depuis 2005, l’équipe du Paraguay retourne dans ses travers, c’est-à-dire que la sélection ne fait plus parler d’elle comme en 1998. Le joueur Roque Santa Cruz, ancien du Bayern Munich, est le joueur charismatique de l’équipe actuelle. Le Paraguay s’est qualifié pour la Coupe du monde 2006, mais fut éliminé dès le premier tour, avec une seule victoire sur Trinité-et-Tobago (2-0). L'Argentin Gerardo Martino devient le nouveau sélectionneur en mars 2007. Lors de la Copa América 2007 au Venezuela, la sélection sort second de son groupe, derrière l’Argentine, mais tombe en quarts contre le Mexique qui l’atomise sur le score de 6-0. Le 31 mai 2008, au Stadium de Toulouse, contre la France, le Paraguay montra qu'il est une équipe solide et cela se conclut par un 0-0.
Le 9 septembre 2009, en battant l'Argentine de Maradona (1-0), le Paraguay se qualifie pour la Coupe du monde 2010. Elle se retrouve dans le groupe E avec l'Italie, la Slovaquie et la Nouvelle-Zélande. Elle sort à la première place avec cinq points, devant la Slovaquie, la Nouvelle-Zélande et surtout, devant le champion du monde en titre italien.
En huitièmes de finale, le Paraguay dispose du Japon aux tirs au but 5 à 3, n'ayant pu se départager au terme de la prolongation (0-0). L'équipe se qualifie pour la première fois de son histoire en quart de finale. Le Paraguay affronte ensuite l'équipe d'Espagne qui l'élimine difficilement 0-1 (à la 82e minute).
En 2011, le Paraguay participe à la Copa América. À la fin du 1er tour, le résultat est de 3 matchs nuls sur 3 (face à l'équateur sur un score de 0-0, face au Brésil sur un score de 2-2, et face au Venezuela sur un score de 3-3). Il finit 3e sur 4 et accède au quart de finale où il retrouve le Brésil.
Le Paraguay finit de nouveau sur un match nul sur un score de 0-0, et gagne aux tirs au but avec un score de 2-0. Il retrouve le Venezuela en demi-finale qui se termine par un nouveau match nul sur un score de 0-0, et gagne aux tirs au but avec un score de 5-3. Il accède donc à la finale face à l'Uruguay, mais s'incline sur un score de 3-0. Après la finale, Gerardo Martino décide de quitter son poste de sélectionneur.

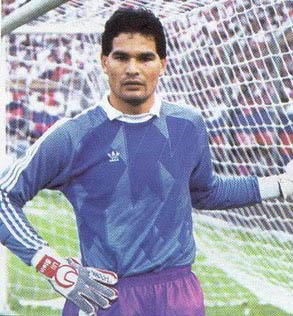
José Luis Chilavert, élu trois fois meilleur gardien du monde par l'IFFHS dans les années 1990.
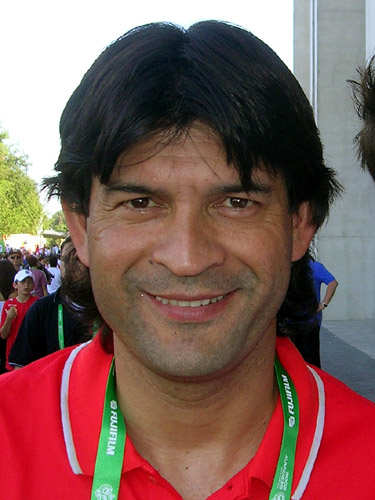
José Cardozo est avec 25 buts l’un des attaquants Guaraníes les plus prolifiques.
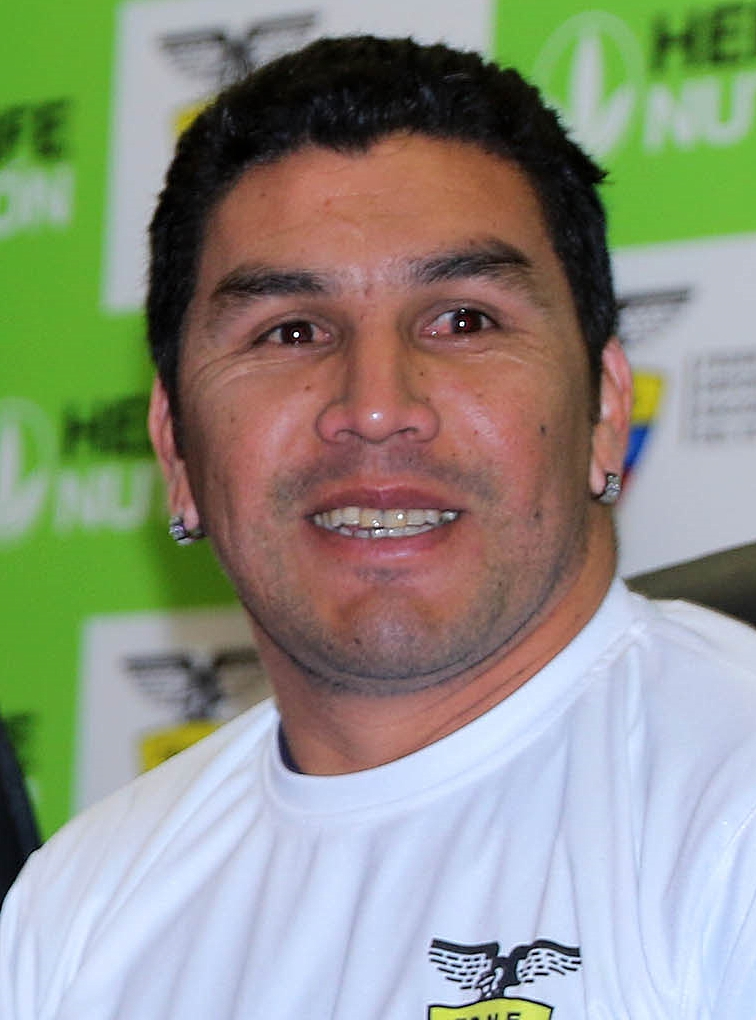
Salvador Cabañas, figure de l’équipe nationale des années 2000.

### Le déclin paraguayen (depuis 2012)
Francisco Arce succède à Martino mais il est licencié en juin 2012, deux jours après une défaite en Bolivie (1-3) dans le cadre des qualifications pour le Mondial 2014. Un mois plus tard, Gerardo Pelusso est nommé sélectionneur. Pelusso démissionne en juin 2013 après une défaite à domicile, 1-2, contre le Chili.
Le 27 juillet 2013, Víctor Genes devient le nouveau sélectionneur. Il est remplacé en décembre 2014 par l'argentin Ramón Díaz,. Díaz mène le Paraguay à la quatrième place de la Copa América 2015 : défaite 6-1 contre l'Argentine en demi-finales puis un nouveau revers, contre le Pérou, lors de la petite finale (2-0).
Le Paraguay ne se qualifie pas pour la Coupe du monde 2018 et est éliminé dès le 1er tour de la Copa América 2016. Toutefois il passe le premier tour de la Copa América 2019 parmi les deux meilleurs troisièmes sans gagner de match (deux nuls, une défaite) et s'arrête en quarts de finale contre le Brésil, pays hôte et futur vainqueur de la compétition, à l'issue de la séance de tirs au but après un score vierge dans le temps réglementaire et les prolongations (0-0, 3 t.a.b. à 4).

## Palmarès

### Parcours en Coupe du monde
| Année | Position      |      | Année              | Position |                         | Année | Position |
| 1930  | 1er tour      | 1970 | Non qualifiée      | 2002     | Huitième de finale      |       |          |
| 1934  | Non inscrite  | 1974 | Non qualifiée      | 2006     | 1er tour                |       |          |
| 1938  | Non inscrite  | 1978 | Non qualifiée      | 2010     | Quart de finale         |       |          |
| 1950  | 1er tour      | 1982 | Non qualifiée      | 2014     | Non qualifiée           |       |          |
| 1954  | Non inscrite  | 1986 | Huitième de finale | 2018     | Non qualifiée           |       |          |
| 1958  | 1er tour      | 1990 | Non qualifiée      | 2022     | Non qualifiée           |       |          |
| 1962  | Non qualifiée | 1994 | Non qualifiée      | 2026     | Qualifications en cours |       |          |
| 1966  | Non qualifiée | 1998 | Huitième de finale | 2030     | À venir                 |       |          |

### Parcours en Copa América
| Année | Position     |      | Année        | Position |                  | Année | Position |
| 1916  | Non inscrite | 1942 | 4e           | 1987     | 1er tour         |       |          |
| 1917  | Non inscrite | 1945 | Non inscrit  | 1989     | Demi-finale (4e) |       |          |
| 1919  | Non inscrite | 1946 | 3e           | 1991     | 1er tour         |       |          |
| 1920  | Non inscrite | 1947 | Finaliste    | 1993     | Quart de finale  |       |          |
| 1921  | 4e           | 1949 | Finaliste    | 1995     | Quart de finale  |       |          |
| 1922  | Finaliste    | 1953 | Vainqueur    | 1997     | Quart de finale  |       |          |
| 1923  | 3e           | 1955 | 5e           | 1999     | Quart de finale  |       |          |
| 1924  | 3e           | 1956 | 5e           | 2001     | 1er tour         |       |          |
| 1925  | 3e           | 1957 | Non inscrite | 2004     | Quart de finale  |       |          |
| 1926  | 4e           | 1959 | 3e           | 2007     | Quart de finale  |       |          |
| 1927  | Non inscrite | 1959 | 5e           | 2011     | Finaliste        |       |          |
| 1929  | Finaliste    | 1963 | Finaliste    | 2015     | Demi-finale (4e) |       |          |
| 1935  | Non inscrite | 1967 | 4e           | 2016     | 1er tour         |       |          |
| 1937  | 4e           | 1975 | 1er tour     | 2019     | Quart de finale  |       |          |
| 1939  | 3e           | 1979 | Vainqueur    | 2021     | Quart de finale  |       |          |
| 1941  | Non inscrite | 1983 | Demi-finale  | 2024     | 1er tour         |       |          |

## Principaux joueurs d'hier et d'aujourd'hui
| - Roberto Acuña (m) - Francisco Arce (d) - Celso Ayala (d) - Miguel Ángel Benítez (m) - José Saturnino Cardozo (a) - José Luis Chilavert (g) | - Nelson Cuevas (a) - Arsenio Erico (a) - Roberto Fernández (g) - Carlos Gamarra (d) - Aurelio González (a) - Carlos Humberto Paredes (m) | - Julio César Romero « Romerito » (m) - Roque Santa Cruz (a) * - Estanislao Struway (m) - Juan Bautista Torales (d) - Nelson Valdez (a) - Juan Bautista Villalba (a) |

(*) international en activité

## Records

### Classement FIFA
| Année               | 1993 | 1994 | 1995 | 1996 | 1997 | 1998 | 1999 | 2000 | 2001 | 2002 | 2003 | 2004 |
| ------------------- | ---- | ---- | ---- | ---- | ---- | ---- | ---- | ---- | ---- | ---- | ---- | ---- |
| Classement mondial  | 61   | 87   | 64   | 38   | 29   | 25   | 17   | 10   | 13   | 18   | 22   | 30   |
| Classement Conmebol | 8    | 9    | 8    | 6    | 7    | 4    | 3    | 3    | 4    | 3    | 4    | 5    |

| 2005 | 2006 | 2007 | 2008 | 2009 | 2010 | 2011 | 2012 | 2013 | 2014 | 2015 | 2016 | 2017 | 2018 | 2019 | 2020 | 2021 | 2022 |  |
| ---- | ---- | ---- | ---- | ---- | ---- | ---- | ---- | ---- | ---- | ---- | ---- | ---- | ---- | ---- | ---- | ---- | ---- |  |
| 30   | 35   | 21   | 17   | 29   | 24   | 24   | 37   | 51   | 76   | 46   | 40   | 30   | 32   | 40   | 34   | 43   | 46   |  |
| 5    | 6    | 4    | 3    | 5    | 9    | 6    | 9    | 8    | 7    | 8    | 6    | 4    | 8    | 8    | 8    | 8    | 8    |  |

### Records
| Rang | Joueur           | Sélections | Première sélection          | Dernière sélection          | Durée             | Palmarès |
| ---- | ---------------- | ---------- | --------------------------- | --------------------------- | ----------------- | -------- |
| 1    | Paulo Da Silva   | 148        | 27 juillet 2000 (à 20 ans)  | 10 juillet 2017 (à 37 ans)  | 17 ans            | CA 2011  |
| 2    | Justo Villar     | 120        | 3 mars 1999 (à 21 ans)      | 12 juin 2018 (à 40 ans)     | 19 ans et 3 mois  | CA 2011  |
| 3    | Roque Santa Cruz | 112        | 28 avril 1999 (à 17 ans)    | 10 novembre 2016 (à 35 ans) | 17 ans et 7 mois  | CA 2011  |
| 4    | Carlos Gamarra   | 110        | 3 mars 1993 (à 22 ans)      | 7 octobre 2006 (à 35 ans)   | 13 ans et 7 mois  | -        |
| 5    | Cristian Riveros | 101        | 4 mai 2005 (à 22 ans)       | 27 mars 2018 (à 35 ans)     | 12 ans et 10 mois | CA 2011  |
| 6    | Roberto Acuña    | 100        | 3 mars 1993 (à 20 ans)      | 11 juin 2011 (à 39 ans)     | 18 ans et 3 mois  | -        |
| 6    | Denis Caniza     | 100        | 10 novembre 1996 (à 22 ans) | 7 septembre 2010 (à 36 ans) | 13 ans et 10 mois | -        |
| 8    | Celso Ayala      | 85         | 3 mars 1993 (à 22 ans)      | 6 juillet 2003 (à 32 ans)   | 10 ans et 4 mois  | -        |
| 9    | José Cardozo     | 82         | 14 juin 1991 (à 20 ans)     | 27 mai 2006 (à 35 ans)      | 14 ans et 11 mois | -        |
| 10   | Carlos Bonet     | 80         | 26 mars 2002 (à 24 ans)     | 15 octobre 2013 (à 36 ans)  | 11 ans et 7 mois  | -        |

| Rang | Joueur               | Carrière  | Buts |
| ---- | -------------------- | --------- | ---- |
| 1    | Roque Santa Cruz     | 1999-2016 | 32   |
| 2    | José Cardozo         | 1991-2006 | 25   |
| 3    | Cristian Riveros     | 2005-2018 | 16   |
| 4    | Saturnino Arrúa      | 1969-1980 | 13   |
| 4    | Julio César Romero   | 1979-1989 | 13   |
| 4    | Nelson Valdez        | 2004-2016 | 13   |
| 7    | Óscar Cardozo        | 2006-2023 | 12   |
| 7    | Carlos Gamarra       | 1993-2006 | 12   |
| 9    | Miguel Ángel Benítez | 1996-1999 | 11   |
| 10   | Roberto Cabañas      | 1979-1993 | 10   |

## Liste des sélectionneurs du Paraguay
- 1921-1922 : José Durand Laguna
- 1922-1929 : Manuel Fleitas Solich
- 1929-1945 : José Durand Laguna
- 1945-1946 : Manuel Fleitas Solich
- 1946-1947 : Aurelio González Benítez
- 1947-1951 : Manuel Fleitas Solich
- 1951-1955 : Julio Ramírez
- 1955-1959 : Aurelio González Benítez
- 1959-1962 : Benjamin Laterza
- 1962-1965 : Manuel Fleitas Solich
- 1965-1974 : Aurelio González Benítez
- 1974-1976 : Benjamín Benítez
- 1976-1980 : Ramón Rodríguez
- 1980-1983 : Carlos Monín
- 1983-1985 : Ranulfo Miranda
- 1985-1987 : Cayetano Ré
- 1987 : Juan Francisco Rivera
- 1987 : Silvio Parodi
- 1988-1989 : Eduardo Luján Manera
- 1990 : Rubén Óscar Valdez
- 1991-1992 : Carlos Kiese
- 1992-1993 : Sergio Markarián
- 1993-1994 : Alicio Solalinde
- 20 février 1995-5 décembre 1995 : László Kubala
- 1996-1998 : Paulo César Carpegiani
- 1998-1999 : Ever Hugo Almeida
- 1999-2001 : Sergio Markarián
- 2001 : Víctor Genes
- Décembre 2001-2002 : Cesare Maldini
- 2002-2006 : Aníbal Ruiz
- 2006-2007 : Raúl Vicente Amarilla
- Février 2007-2011 : Gerardo Martino
- 29 juillet 2011-11 juin 2012 : Francisco Arce
- 2012-2013 : Gerardo Pelusso
- 2013-2014 : Víctor Genes
- 4 décembre 2014-12 juin 2016 : Ramón Díaz
- 6 août 2016-2017 : Francisco Arce
- 29 janvier 2018-18 février 2019 : Gustavo Morínigo (intérim)
- 18 février 2019- oct. 2021 : Eduardo Berizzo
- 21 octobre 2021-17 septembre 2023 : Guillermo Barros Schelotto
- 20 septembre 2023-8 août 2024 : Daniel Garnero